# Солоновский сельский округ
Солоновский сельский округ (каз. Солонов ауылдық округі) — административно-территориальное образование в Улькен Нарынском районе Восточно-Казахстанской области.
Административный центр сельского округа находится в с. Солоновка.

## Населённые пункты
- с. Малонарымка
- с. Солоновка